# Dayana Pierre-Louis
Dayana Pierre-Louis (* 24. September 2003 in Cap-Haïtien) ist eine haitianische Fußballspielerin.

## Karriere

### Klub
Nachdem sie in ihrer Heimat bis August 2022 bei der AS Tigresses aktiv gewesen war, wechselte sie nach Frankreich, wo sie seitdem bei GPSO 92 Issy aktiv ist.

### Nationalmannschaft
Mit der haitianischen U20 nahm sie unter anderem am Sud Ladies Cup 2019 und der CONCACAF Meisterschaft 2020 teil.
Im Jahr 2022 hatte sie ihr Debüt in der A-Nationalmannschaft. Dort wurde sie in der Qualifikation für die CONCACAF W Championship 2022 eingesetzt. Nach einem weiteren Freundschaftsspieleinsatz war sie bei der Endrunde auch dabei. Durch die Platzierung in dem Turnier war sie mit ihrer Mannschaft bei dem Playoff-Turnier um die Qualifikation zur Weltmeisterschaft 2023 dabei. Hier war sie in dem Spiel gegen den Senegal aktiv und erreichte am Ende die erstmalige Qualifikation für eine WM mit ihrer Mannschaft.
Sie wurde für den finalen Kader bei der Weltmeisterschaft 2023 nominiert. Dort erhielt sie dann bei dem ersten Spiel gegen England auch ihr WM-Debüt.